# Circolo di conversazione
Il Circolo di conversazione è un palazzo di Ragusa, situato nel quartiere d'Ibla, in piazza del Duomo. Noto anche come Caffè dei cavalieri, un raro esempio di stabile costruito appositamente a tale scopo.

## Storia
L'edificio viene costruito nel 1850 in stile neoclassico dall'aristocrazia cittadina, allo scopo di avere un luogo apposito dove poter conversare e trascorrere il tempo, lontani e isolati dalla gente comune.

## Struttura e opere

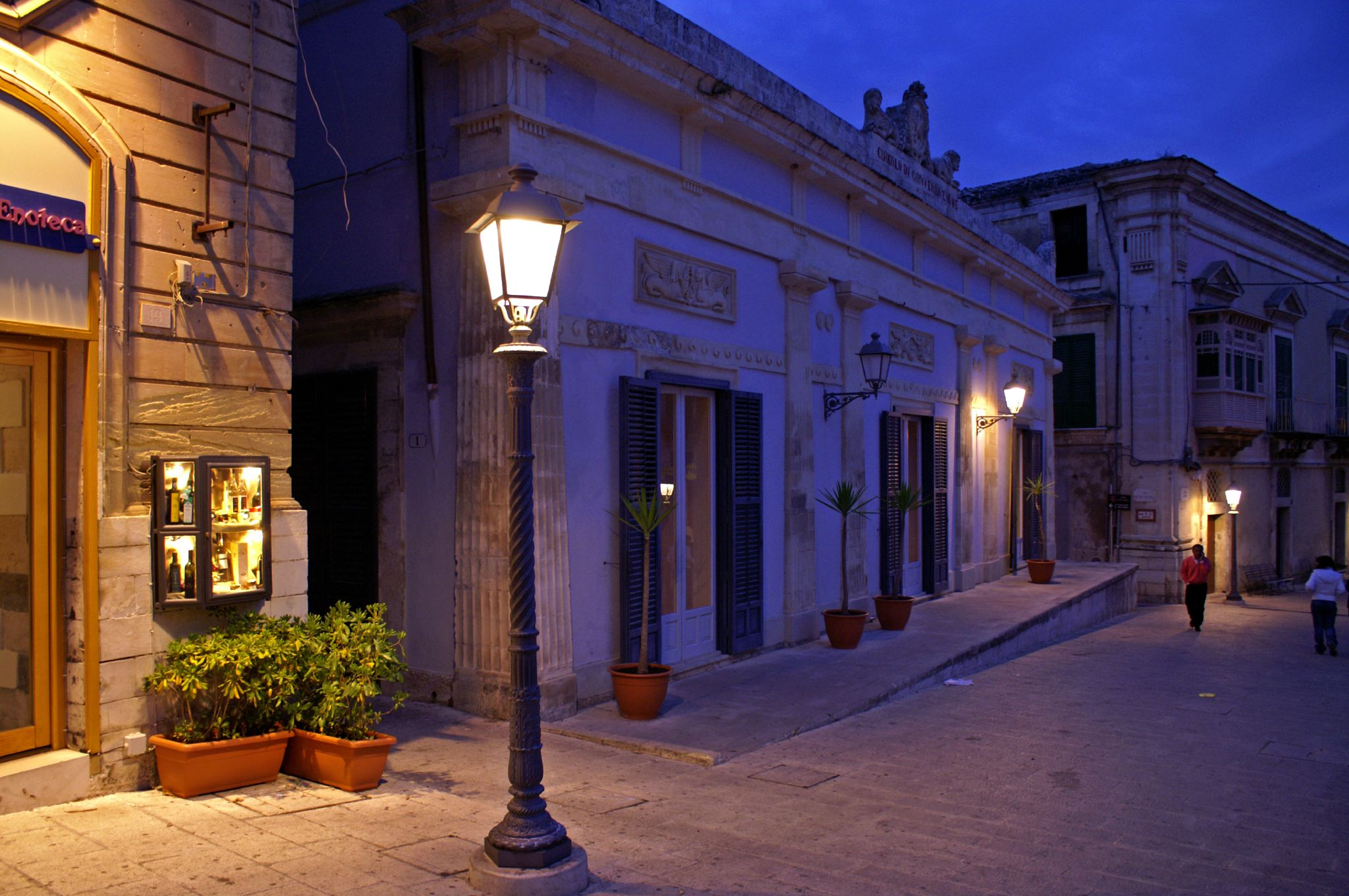
Notturna

Il prospetto, che si sviluppa su un solo piano, ha tre porte inquadrate da sei paraste scanalate con capitelli di ordine dorico. Il cornicione, come vuole questo stile, è ornato da triglifi e in corrispondenza delle porte presenta tre bassorilievi con due donne alate che sorreggono una lampada e due sfingi ai lati. Al centro, come coronamento, è infine posta l'insegna dell'edificio, decorata dallo stemma della città, affiancato da due leoni antropomorfi e circondato da una ghirlanda di fiori.
Il fastoso salone delle feste mostra un soffitto affrescato dal ragusano Tino Del Campo alla fine dell'Ottocento, con un'allegoria delle arti e delle scienze e quattro medaglioni agli angoli raffiguranti Dante, Michelangelo, Galileo e Vincenzo Bellini. Quattro grandi specchiere con cornici dorate sopra divani di damasco rosso, seta rossa delle pareti, tendaggi e un grande lampadario in rame, costituito da una zucca con i suoi tralci, completano l'arredo. Gli altri locali, sei in tutto (sette, con il salone delle feste), sono altrettanto prestigiosi, dedicati al gioco e alla lettura. Un delizioso giardino interno rende l'ambiente uno tra i più gradevoli ed esclusivi della città.

## Nella cultura di massa
Il circolo di conversazione è diventato celebre grazie alla serie televisiva Il commissario Montalbano in cui il circolo, ambientato non a Ragusa ma a Vigata, è il luogo in cui Salvo Montalbano va a trovare il dottor Pasquano durante le sue frequenti partite a poker.